# Gabriela Núñez
Gabriela Núñez Ennabe (25 de octubre de 1962) es una política hondureña que ha sido diputada, precandidata a la presidencia, Secretaria de Finanzas, Ministra y Presidenta del Banco Central de Honduras. También ha sido consultora internacional independiente del Banco Mundial, el BID y de varias corporaciones en Centroamérica.

## Biografía
Núñez es hija del abogado Amado H. Núñez, quien procreó 6 hijos y fue Ministro de Trabajo en tres ocasiones, y de Salpie Ennabe. Desde 1992 está casada con el economista, Juan Carlos Reyes, con quien tiene 4 hijos. Su hermana Marcia Núñez Ennabe fue subprocuradora general de la República. 
Se graduó de Perito Mercantil y Contador Público en el Instituto Tegucigalpa. Obtuvo un título con excelencia académica en la carrera de Economía de la Universidad Nacional Autónoma de Honduras (UNAH) en 1984 y recibió una beca del Programa Fulbright que le permitió alcanzar una maestría en Economía y Finanzas en la Universidad de Albany en 1988.
De 1985 a 1994 fue analista del Departamento de Estudios Económicos del Banco Central de Honduras; del 93 al 95, Secretaria Técnica de la Unidad de Análisis de Políticas Económicas (UDAPE); del 95 al 96, Viceministra de Finanzas; del 96 al 98 representó a Honduras ante la Junta Ejecutiva del Banco Interamericano de Desarrollo, ante el Fondo Multilateral de Inversiones y ante la Corporación Interamericana de Inversiones. De 1998 a 2002 fue Ministra de Finanzas. De 2002 a 2004 integró la Asociación de Instituciones Bancarias de Honduras. También fue gobernadora propietaria por Honduras ante el FMI, Banco Mundial, BID y BCIE, miembro del Diálogo Interamericano y vicepresidenta de Asuntos Corporativos de un importante banco nacional. Fue además catedrática de la UNAH (1984- 2000) y también de la Universidad Tecnológica Centroamericana en las áreas de matemáticas, economía y finanzas.

### Carrera política
En 2005, Núñez fue precandidata presidencial del Partido Liberal de Honduras con el "Movimiento Nueva Mayoría", perdiendo las elecciones internas contra Manuel Zelaya, quien ganó la presidencia y la nombró en 2006 presidenta del Banco Central de Honduras. Zelaya la destituyó en enero de 2008 de manera injustificada, según lo ratificó en 2013 el veredicto favorable a la demanda interpuesta por Grabriela Núñez al Estado de Honduras. El Presidente Zelaya fue ilegalmente depuesto en junio de 2009; entonces el nuevo Presidente interino, Roberto Micheletti, nombró a Gabriela Ministra de Finanzas. De 2010 a 2011 fue consultora independiente del Banco Mundial y el BID, y también ha sido asesora financiera de varias corporaciones en Centroamérica.
En las elecciones generales de 2013 fue elegida diputada por el Partido Liberal para el periodo 2014-2018, convirtiéndose en jefa de la bancada de su partido en el Congreso Nacional. En septiembre de 2016 anunció que participaría como precandidata presidencial dentro del mismo partido, bajo en movimiento "Nuevo Liberalismo". Su propuesta se centró en mejorar la economía y aumentar la oportunidad de empleo.
En las elecciones internas de 2017, Núñez  obtuvo 199,646 votos (el 32.97 % del total), quedando en segundo lugar detrás del ingeniero y exrector universitario Luis Zelaya (56.88 %). Posteriormente, Gabriela abandonó la campaña del entonces candidato oficial del Partido Liberal, por declaraciones vertidas de este contra su persona.

## Reconocimientos
- En 1999 fue una de las 50 personas escogidas por la Revista Time y CNN en su lista de “Líderes latinoamericanos para el nuevo milenio”.[13][14][15][n 2]
- En 2000 el Foro Económico Mundial la incluyó entre los 100 “Líderes mundiales del mañana”.
- En 2015 la revista Forbes de México la incluyó entre las “50 Mujeres más influyentes de Centroamérica”.[16]